# Deadmen and Dragons
Deadmen and Dragons è un EP del gruppo musicale statunitense Trivium,  pubblicato il 22 settembre 2021.

## Descrizione
Il disco fu inizialmente pubblicato con il numero di ottobre della rivista tedesca Metal Hammer, e contiene i primi due singoli estratti dal decimo album in studio del gruppo, In the Court of the Dragon, allora ancora in attesa di pubblicazione, e alcuni estratti dal loro concerto in livestream A Light or a Distant Mirror, tenutosi il 10 luglio 2022 alla Full Sail University di Winter Park, Florida, stesso studio di registrazione del nuovo album. Il titolo dell'EP è un riferimento ai titoli del nono e del decimo album del gruppo, dai quali la maggior parte dei brani della tracklist è estratta.

## Tracce
Testi e musiche di Matt Heafy, Paolo Gregoletto e Alex Bent.
1. In the Court of the Dragon – 5:09
2. Feast of Fire – 4:18
3. IX/What the Dead Men Say (Live version from "A Light or a Distant Mirror Livestream 2020") – 6:51
4. Catastrophist (Live version from "A Light or a Distant Mirror Livestream 2020") – 7:17
5. The Defiant (Live version from "A Light or a Distant Mirror Livestream 2020") – 4:39
6. The Heart from Your Hate (Live version from "A Light or a Distant Mirror Livestream 2020") – 3:57
7. The Sin and the Sentence (Live version from "A Light or a Distant Mirror Livestream 2020") – 5:46
8. In Waves (Live version from "A Light or a Distant Mirror Livestream 2020") – 7:21

## Formazione
- Matt Heafy – voce, chitarra
- Corey Beaulieu – chitarra, cori
- Paolo Gregoletto – basso, cori
- Alex Bent – batteria